# Tytanofon

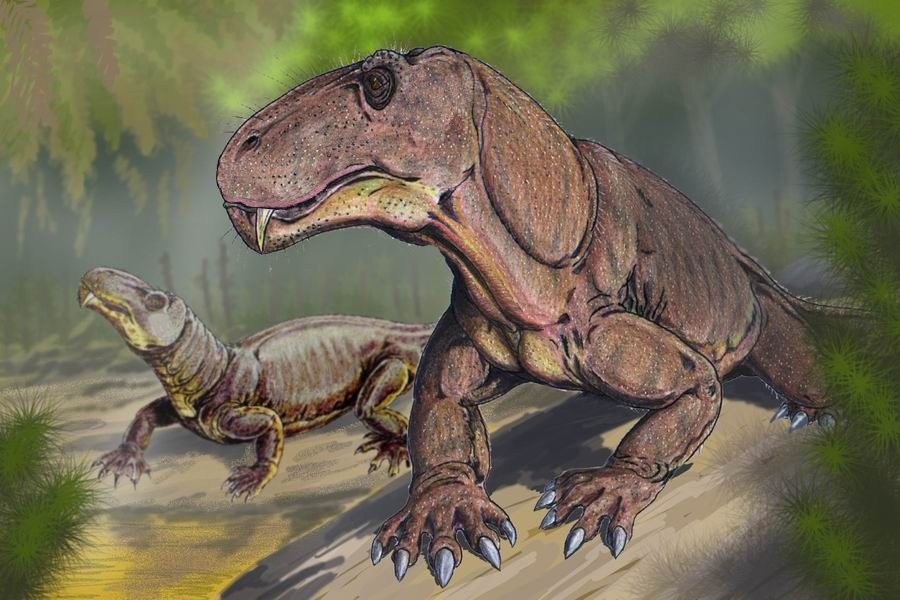
Para tytanofonów

Tytanofon (Titanophoneus) – rodzaj mięsożernego terapsyda, żyjącego w środkowym permie (późny word, około 265 milionów lat temu). Jego szczątki odkryto na terenie obecnego rosyjskiego Tatarstanu.Był to drapieżnik osiągający średnie oraz duże rozmiary. Długość jego ciała dochodziła do 2,8 metra. Budowa jego szkieletu wskazuje, że był lekko zbudowany. Miał dużą, masywną głowę, mogącą osiągać nawet około 80 cm długości. Czaszka wyposażona była w głęboką żuchwę. Miał dużych rozmiarów kły, wyrastające ze szczęki zwierzęcia. Otwory skroniowe, w porównaniu z formami wcześniejszymi, były większe, co wskazuje, że mięśnie szczęk zwierzęcia były dość mocne. Jednakże mały rozmiar zębów znajdujących się za kłami, wskazuje, że tytanofon przy polowaniu polegać mógł bardziej na dużej masie głowy niż sile szczęk. Uważa się, że tytanofon reprezentował dość pierwotną formę terapsydów. W przeciwieństwie do późniejszych reprezentantów podrzędu Dinocephalia, nie kroczył on na wyprostowanych, ale na lekko ugiętych w kolanach i rozstawionych na boki kończynach. Budowa jego miednicy także wykazuje pewne prymitywne cechy. Tytanofon był największym, obok anteozaura, przedstawicielem rodziny Anteosauridae. Zapewne stał na szczycie łańcucha pokarmowego na terenach swego występowania.